# 1990–1991-es UEFA-kupa
Az 1990–1991-es UEFA-kupa az UEFA-kupa 20. szezonja. A trófeát az olasz Internazionale nyerte, miután a döntőben 2–1-es összesítéssel győzte le a szintén olasz AS Romát.

Ebben a szezonban térhettek vissza az angol klubok az európai kupákba, miután letöltötték 5 éves eltiltásukat, amit az 1985-ös Heysel-tragédia miatt szabtak ki.

## Első kör
| 1. csapat                  | Össz.    | 2. csapat                 | 1. mérk. | 2. mérk. |
| -------------------------- | -------- | ------------------------- | -------- | -------- |
| 1. FC Magdeburg            | 1–0      | RoPS                      | 0–0      | 1–0      |
| AS Roma                    | 2–0      | SL Benfica                | 1–0      | 1–0      |
| Aston Villa FC             | 5–2      | FC Baník Ostrava          | 3–1      | 2–1      |
| Atalanta BC                | 1–1 (ig) | Dinamo Zagreb             | 0–0      | 1–1      |
| Bayer Leverkusen           | 2–1      | FC Twente                 | 1–0      | 1–1 (hu) |
| Borussia Dortmund          | 4–0      | Chemnitzer FC             | 2–0      | 2–0      |
| Brøndby IF                 | 6–4      | Eintracht Frankfurt       | 5–0      | 1–4      |
| Derry City FC              | 0–1      | Vitesse Arnhem            | 0–1      | 0–0      |
| FC Avenir Beggen           | 2–6      | FK Inter Bratislava       | 2–1      | 0–5      |
| FC Chornomorets Odessa     | 4–3      | Rosenborg BK              | 3–1      | 1–2      |
| FK Dnipro Dnipropetrovszk  | 2–4      | Heart of Midlothian FC    | 1–1      | 1–3      |
| FK Torpedo Moszkva         | 5–2      | GAIS                      | 4–1      | 1–1      |
| FCU Politehnica Timişoara  | 2–1      | Atlético Madrid           | 2–0      | 0–1      |
| Fenerbahçe SK              | 6–2      | Vitória SC                | 3–0      | 3–2      |
| FH                         | 3–5      | Dundee United FC          | 1–3      | 2–2      |
| GKS Katowice               | 4–0      | Turun Palloseura          | 3–0      | 1–0      |
| Glenavon FC                | 0–2      | FC Girondins de Bordeaux  | 0–0      | 0–2      |
| Hibernians FC              | 0–5      | FK Partizan               | 0–3      | 0–2      |
| IFK Norrköping             | 1–3      | 1. FC Köln                | 0–0      | 1–3      |
| Iraklis                    | 0–2      | Valencia CF               | 0–0      | 0–2 (hu) |
| KF Partizani Tirana        | 0–2      | FC Universitatea Craiova  | 0–1      | 0–1      |
| Lausanne Sports            | 3–3 (ig) | Real Sociedad             | 3–2      | 0–1      |
| MTK                        | 2–3      | FC Lucerne                | 1–1      | 1–2      |
| PFK Szlavija Szofija       | 4–5      | AC Omonia                 | 2–1      | 2–4 (hu) |
| R. Antwerp FC              | 1–3      | Ferencvárosi Torna Club   | 0–0      | 1–3 (hu) |
| RSC Anderlecht             | 4–0      | Petrolul Ploieşti         | 2–0      | 2–0      |
| Roda JC                    | 2–6      | AS Monaco FC              | 1–3      | 1–3      |
| Sevilla FC                 | 0–0 (bp) | PAOK FC                   | 0–0      | 0–0      |
| SK Rapid Wien              | 3–4      | FC Internazionale Milano  | 2–1      | 1–3 (hu) |
| Sporting Clube de Portugal | 3–2      | YR KV Mechelen            | 1–0      | 2–2      |
| Vejle Boldklub             | 0–4      | VfB Admira Wacker Mödling | 0–1      | 0–3      |
| Zagłębie Lubin             | 0–2      | Bologna FC 1909           | 0–1      | 0–1      |

## Második kör
| 1. csapat                  | Össz.    | 2. csapat                 | 1. mérk. | 2. mérk. |
| -------------------------- | -------- | ------------------------- | -------- | -------- |
| 1. FC Köln                 | 2–1      | FK Inter Bratislava       | 0–1      | 2–0      |
| 1. FC Magdeburg            | 0–2      | FC Girondins de Bordeaux  | 0–1      | 0–1      |
| AC Omonia                  | 1–4      | RSC Anderlecht            | 1–1      | 0–3      |
| Aston Villa FC             | 2–3      | FC Internazionale Milano  | 2–0      | 0–3      |
| Brøndby IF                 | 4–0      | Ferencvárosi Torna Club   | 3–0      | 1–0      |
| FC Chornomorets Odessa     | 0–1      | AS Monaco FC              | 0–0      | 0–1      |
| FC Lucerne                 | 1–2      | VfB Admira Wacker Mödling | 0–1      | 1–1      |
| FK Torpedo Moszkva         | 4–3      | Sevilla FC                | 3–1      | 1–2      |
| FC Universitatea Craiova   | 0–4      | Borussia Dortmund         | 0–3      | 0–1      |
| Fenerbahçe SK              | 1–5      | Atalanta BC               | 0–1      | 1–4      |
| GKS Katowice               | 1–6      | Bayer Leverkusen          | 1–2      | 0–4      |
| Heart of Midlothian FC     | 3–4      | Bologna FC 1909           | 3–1      | 0–3      |
| Real Sociedad              | 1–1 (bp) | FK Partizan               | 1–0      | 0–1      |
| Sporting Clube de Portugal | 7–2      | FCU Politehnica Timişoara | 7–0      | 0–2      |
| Valencia CF                | 2–3      | AS Roma                   | 1–1      | 1–2      |
| Vitesse Arnhem             | 5–0      | Dundee United FC          | 1–0      | 4–0      |

## Harmadik kör
| 1. csapat                 | Össz.    | 2. csapat                  | 1. mérk. | 2. mérk. |
| ------------------------- | -------- | -------------------------- | -------- | -------- |
| 1. FC Köln                | 1–2      | Atalanta BC                | 1–1      | 0–1      |
| AS Roma                   | 7–0      | FC Girondins de Bordeaux   | 5–0      | 2–0      |
| Brøndby IF                | 3–0      | Bayer Leverkusen           | 3–0      | 0–0      |
| FK Torpedo Moszkva        | 4–2      | AS Monaco FC               | 2–1      | 2–1      |
| FC Internazionale Milano  | 4–1      | FK Partizan                | 3–0      | 1–1      |
| RSC Anderlecht            | 2–2 (ig) | Borussia Dortmund          | 1–0      | 1–2      |
| VfB Admira Wacker Mödling | 3–3 (bp) | Bologna FC 1909            | 3–0      | 0–3      |
| Vitesse Arnhem            | 1–4      | Sporting Clube de Portugal | 0–2      | 1–2      |

## Negyeddöntők
| 1. csapat       | Össz.    | 2. csapat                  | 1. mérk. | 2. mérk. |
| --------------- | -------- | -------------------------- | -------- | -------- |
| AS Roma         | 6–2      | RSC Anderlecht             | 3–0      | 3–2      |
| Atalanta BC     | 0–2      | FC Internazionale Milano   | 0–0      | 0–2      |
| Bologna FC 1909 | 1–3      | Sporting Clube de Portugal | 1–1      | 0–2      |
| Brøndby IF      | 1–1 (bp) | FK Torpedo Moszkva         | 1–0      | 0–1      |

## Elődöntők
| 1. csapat                  | Össz. | 2. csapat                | 1. mérk. | 2. mérk. |
| -------------------------- | ----- | ------------------------ | -------- | -------- |
| Brøndby IF                 | 1–2   | AS Roma                  | 0–0      | 1–2      |
| Sporting Clube de Portugal | 0–2   | FC Internazionale Milano | 0–0      | 0–2      |

## Döntő
| 1. csapat                | Össz. | 2. csapat | 1. mérk. | 2. mérk. |
| ------------------------ | ----- | --------- | -------- | -------- |
| FC Internazionale Milano | 2–1   | AS Roma   | 2–0      | 0–1      |

## Külső hivatkozások
- Hivatalos oldal
- Eredmények az RSSSF.com-on